# ルクシオン (競走馬)
ルクシオン（欧字名:Luxon、2018年3月1日 - 2021年1月26日）は、日本の競走馬。
熊本県で生産された九州産馬で、福島2歳ステークスでオープン競走を勝利。同じ熊本県生産の九州産馬ヨカヨカとともに阪神ジュベナイルフィリーズで史上初めて熊本県産馬によるJRA-GI出走を果たしたが、3歳春の調教中の事故により安楽死した。

## 経歴

### デビュー前
ヘヴンリーヴォイスは、2007年に社台ファームで生産されたアグネスタキオン産駒であった。2010年4月の3歳未勝利戦でデビュー、以降、中央競馬に6戦出走するも勝利を挙げることができなかった。兵庫県競馬に移籍後は、園田にて田中学とともに4連勝を記録して引退。その後は社台ファームにて繁殖牝馬となった。2年目にフレンチデピュティを種付けし産まれたスーパーライナーは、後に通算3勝を挙げ3勝クラスまで出世している。
繁殖生活7年目、北海道にてエイシンフラッシュを配合。その後、2017年10月25日のジェイエス繁殖馬セールに上場された。ストームファームコーポレーションが取引価格162万円にて落札し、九州にわたった。2018年3月1日、熊本県にて父エイシンフラッシュの仔（後のルクシオン）が誕生する。
2019年8月20日、北海道新ひだか町で行われた北海道サマーセールに上場。有限会社ノルマンディーファームが216万円で落札された。落札し購入したのは、岡田スタッドの代表である岡田牧雄であった。
| ｢九州産のレースを取ろうと思って買ったわけじゃない。筋肉に深みがあっていい馬だなと思ったら、たまたま九州産だった｣ |
| —岡田牧雄（スポーツ報知）                                                                                        |

セール後、岡田スタッドのえりも分場にて育成が施された。2020年、2歳の春には岡田スタッドの育成馬の中でも最上位グループに加入していたという。
岡田が率いるノルマンディーサラブレッドレーシングに、匿名組合契約に基づいて競走馬の現物出資を行っている愛馬会法人、ノルマンディーオーナーズクラブにて総額720万円の400口、一口価格1万8千円で出資募集がなされて満口となった。ノルマンディーサラブレッドレーシングとしては、初めて九州産馬を所有することとなる。募集時のカタログには、「芝が主戦場となる」と強調されていた。
「質量が0であり真空中で常に光速で運動するすべての素粒子」を意味する「ルクシオン」と名付けられ、美浦トレーニングセンターの本間忍調教師の下に所属する予定であった。しかし、「新型コロナウイルス感染拡大防止のための番組変更の今後の可能性とそのリスクへの対応」のために、競走馬デビュー前に栗東トレーニングセンターの河内洋調教師へ転厩した。

### 競走馬時代
2020年8月15日、小倉競馬場の新馬戦に松山弘平を鞍上にデビュー。九州産馬限定の競走で自身を含む熊本県産が6頭、鹿児島県産が5頭、宮崎県産が2頭で計13頭のメンバー構成であった。河内は、出走前に「一般馬（九州産以外）相手でもやれそう」と評価、単勝オッズ2.3倍の1番人気に推されて出走した。「抜群のスタート」（スポーツニッポン）からハナを奪い、逃げの手を打つ。前半の600メートルを34.8秒で通過、最後の直線でも後続の追撃を寄せ付けずに差を広げて先頭で入線した。2位入線のアイアンムスメに3馬身離して勝利、デビュー勝ちを果たした。
松山は「最後も着差以上に強い競馬」、河内は「調教通りの競馬」と評し、スポーツ報知は「完勝」、サンケイスポーツは「センス良さを印象付ける走り」「圧勝」と表した。
続いて、8月末の九州産馬限定のオープン競走であるひまわり賞へ登録していたものの回避。その1週間後の小倉2歳ステークス（GIII）を選択した。ひまわり賞の回避は、夏の暑さが厳しい中、新馬戦から中1週で小倉に再び輸送することを嫌ったためであった。河内は「先々のことも考えたい馬」としていた。
初めて九州産以外の馬と顔を合わせることとなった。出走10頭中単勝オッズ21.6倍の7番人気の支持で松山弘平が続投し、参戦した。新馬戦と異なり、後方から最後の直線に進入。馬場の内側から前を窺い「必死に食い下がる」（サンケイスポーツ）「ジワジワと脚を伸ばした」（スポーツニッポン）。しかし、大外から伸びた2番人気メイケイエールや1番人気モントライゼらに突き放されて4着。勝利したメイケイエールに1.2秒遅れての入線であった。重馬場での競走に、騎乗した松山は「いい経験になる」とした。
10月3日、岩田望来に乗り替わり、中京競馬場のききょうステークス（OP）に出走。逃げた藤岡佑介騎乗のポールネイロンが2歳コースレコードで走破、その0.5秒後の4着に敗れた。岩田によると、他の馬に対して怖がる一面を見せたという。
その後、アルテミスステークス（GIII）に出馬登録したものの回避。次の週のファンタジーステークス（GIII）、京王杯2歳ステークス（GII）にも再び登録したが出走することはなかった。
11月15日、福島2歳ステークス（OP）へ参戦。西村淳也に乗り替わり、6.9倍の3番人気に推されて出走した。後方追走から、馬場の良かった外側へ移動。最終コーナーは15番手から「大外一気の追い込み」（スポーツ報知）を見せた。一足先に抜け出していたサニーオーシャンを、クビ差ばかり差し切って先頭で入線、2勝目を挙げた。上がり3ハロンはメンバー中最速の34.9秒というパフォーマンスだった。
12月13日、2歳牝馬のGIである阪神ジュベナイルフィリーズへ進む。同じ熊本県及び九州産馬で新馬戦、フェニックス賞（OP）、ひまわり賞と3連勝。それに加えてファンタジーステークスでは2番人気に推されて5着となった実績を持つ、ヨカヨカも出走を表明。ヨカヨカ共に、1984年のグレード制以降、史上初めて熊本県産馬によるJRA-GI出走。また、1998年の阪神3歳牝馬ステークス（カシノリファール、コウエイロマン）以来2回目の、九州産馬による2頭以上でのJRA-GI出走を果たした。

### 事故死
2021年、3歳となりクイーンカップ（GIII）を目指して栗東トレーニングセンターにて調教が行われていた。しかし1月26日、角馬場にて他の馬の挙動に驚いて放馬し、そのまま地下馬道へ逃避。その際にカーブを曲がり切れずに壁へ激突し左肩を強打。その際に左上腕骨骨折を発症した。手術不可能な部位に発症したため、安楽死措置となった。

## 競走成績
以下の内容は、netkeiba.comの情報に基づく。
| 競走日     | 競馬場 | 競走名    | 格   | 距離（馬場）  | 頭 数 | 枠 番 | 馬 番 | オッズ （人気） | 着順 | タイム （上がり3F） | 着差 | 騎手      | 斤量 [kg] | 1着馬（2着馬）       | 馬体重 [kg] |
| ---------- | ------ | --------- | ---- | ------------- | ----- | ----- | ----- | --------------- | ---- | ------------------- | ---- | --------- | --------- | -------------------- | ----------- |
| 2020.08.15 | 小倉   | 2歳新馬   |      | 芝1200m（良） | 13    | 4     | 5     | 002.30（1人）   | 01着 | 01:09.8（35.0）     | -0.5 | 0松山弘平 | 54        | （アイアンムスメ）   | 426         |
| 0000.09.06 | 小倉   | 小倉2歳S  | GIII | 芝1200m（重） | 10    | 7     | 7     | 021.60（7人）   | 04着 | 01:10.8（35.9）     | -1.2 | 0松山弘平 | 54        | メイケイエール       | 426         |
| 0000.10.03 | 中京   | ききょうS | OP   | 芝1400m（良） | 8     | 4     | 4     | 016.40（4人）   | 04着 | 01:21.6（35.1）     | -0.5 | 0岩田望来 | 54        | ポールネイロン       | 422         |
| 0000.11.15 | 福島   | 福島2歳S  | OP   | 芝1200m（良） | 16    | 2     | 4     | 006.90（3人）   | 01着 | 01:10.0（34.9）     | -0.0 | 0西村淳也 | 54        | （サニーオーシャン） | 420         |
| 0000.12.13 | 阪神   | 阪神JF    | GI   | 芝1600m（良） | 18    | 1     | 2     | 229.9（16人）   | 10着 | 01:34.0（34.1）     | -0.9 | 0西村淳也 | 54        | ソダシ               | 418         |

## 血統表
| ルクシオンの血統                  | ルクシオンの血統                                         | ルクシオンの血統            | （血統表の出典）            | （血統表の出典） |
| 父系                              | ミスタープロスペクター系                                 | ミスタープロスペクター系    | ミスタープロスペクター系    | [ § 2 ]          |
| 父 エイシンフラッシュ 2007 黒鹿毛 | 父の父*キングズベスト 1997 鹿毛 アメリカ                 | Kingmambo                   | Mr. Prospector              | Mr. Prospector   |
| 父 エイシンフラッシュ 2007 黒鹿毛 | 父の父*キングズベスト 1997 鹿毛 アメリカ                 | Kingmambo                   | Miesque                     |                  |
| 父 エイシンフラッシュ 2007 黒鹿毛 | 父の父*キングズベスト 1997 鹿毛 アメリカ                 | Allegretta                  | Lombard                     | Lombard          |
| 父 エイシンフラッシュ 2007 黒鹿毛 | 父の父*キングズベスト 1997 鹿毛 アメリカ                 | Allegretta                  | Anatevka                    |                  |
| 父 エイシンフラッシュ 2007 黒鹿毛 | 父の母*ムーンレディ Moonlady 1997 黒鹿毛 ドイツ          | Platini                     | Surumu                      | Surumu           |
| 父 エイシンフラッシュ 2007 黒鹿毛 | 父の母*ムーンレディ Moonlady 1997 黒鹿毛 ドイツ          | Platini                     | Prairie Darling             |                  |
| 父 エイシンフラッシュ 2007 黒鹿毛 | 父の母*ムーンレディ Moonlady 1997 黒鹿毛 ドイツ          | Midnight Fever              | Sure Blade                  | Sure Blade       |
| 父 エイシンフラッシュ 2007 黒鹿毛 | 父の母*ムーンレディ Moonlady 1997 黒鹿毛 ドイツ          | Midnight Fever              | Majoritat                   |                  |
| 母 ヘヴンリーヴォイス 2007 黒鹿毛 | 母の父アグネスタキオン 1998 栗毛                         | *サンデーサイレンス         | Halo                        | Halo             |
| 母 ヘヴンリーヴォイス 2007 黒鹿毛 | 母の父アグネスタキオン 1998 栗毛                         | *サンデーサイレンス         | Wishing Well                |                  |
| 母 ヘヴンリーヴォイス 2007 黒鹿毛 | 母の父アグネスタキオン 1998 栗毛                         | アグネスフローラ            | *ロイヤルスキー             | *ロイヤルスキー  |
| 母 ヘヴンリーヴォイス 2007 黒鹿毛 | 母の父アグネスタキオン 1998 栗毛                         | アグネスフローラ            | アグネスレディー            |                  |
| 母 ヘヴンリーヴォイス 2007 黒鹿毛 | 母の母*ヘヴンリーソング Heavenly Song 1997 鹿毛 フランス | Machiavellian               | Mr. Prospector              | Mr. Prospector   |
| 母 ヘヴンリーヴォイス 2007 黒鹿毛 | 母の母*ヘヴンリーソング Heavenly Song 1997 鹿毛 フランス | Machiavellian               | Coup de Folie               |                  |
| 母 ヘヴンリーヴォイス 2007 黒鹿毛 | 母の母*ヘヴンリーソング Heavenly Song 1997 鹿毛 フランス | Heavenly Music              | Seattle Song                | Seattle Song     |
| 母 ヘヴンリーヴォイス 2007 黒鹿毛 | 母の母*ヘヴンリーソング Heavenly Song 1997 鹿毛 フランス | Heavenly Music              | Angela Serra                |                  |
| 母系(F-No.)                       | (FN:4-f)                                                 | (FN:4-f)                    | (FN:4-f)                    | [ § 3 ]          |
| 5代内の近親交配                   | Mr.Prospector=4×4、Halo=4×5                              | Mr.Prospector=4×4、Halo=4×5 | Mr.Prospector=4×4、Halo=4×5 | [ § 4 ]          |
| 出典                              | 1. 2. 3. 4.                                              | 1. 2. 3. 4.                 | 1. 2. 3. 4.                 | 1. 2. 3. 4.      |